# Eminencia (topografía)

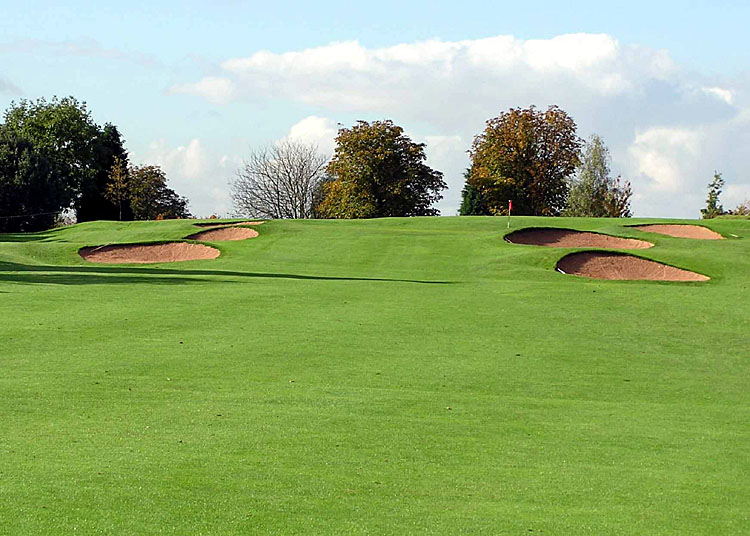
Un campo de golf con eminencias.

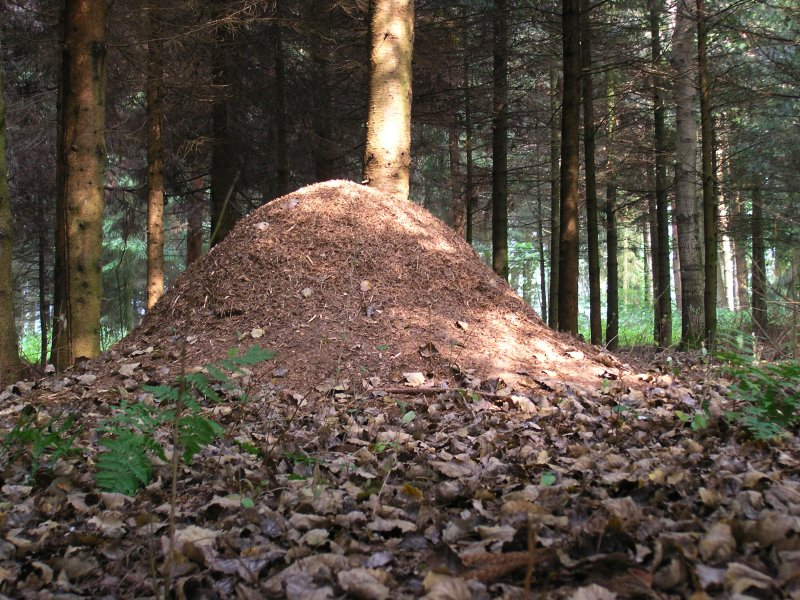
Una colina hecha por hormigas.

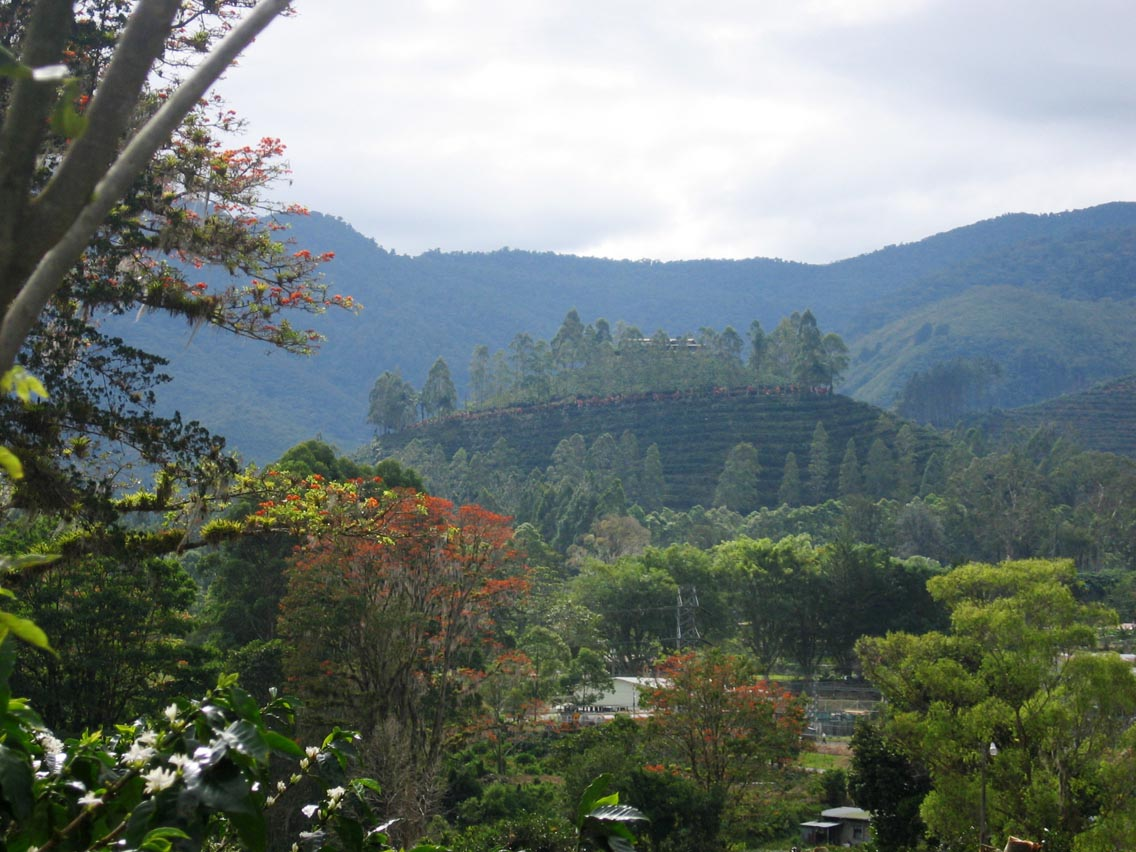
Montes.

En topografía, una eminencia, prominencia  o alto es una forma de la litósfera que consiste en un terreno relativamente elevado respecto a sus alrededores.
Un eminencia consta de:
- una base o pie, parte inferior donde inicia la elevación.
- una o varias cumbres o cimas, la elevación máxima de la eminencia, que señala la terminación de su elevación.
- y flancos o laderas, los terrenos de inclinación variable que van desde la base hasta la cumbre.

## Clasificación
Estas elevaciones se dividen, según su altura, en:
- cerro o morro, de menos de 200 m de elevación;
- monte, de entre 200 y 700 m;
- montaña, de más de 700 m.

Además, algunas eminencias de muy poca altura (menos de 20m) reciben el nombre de loma. Otra clasificación sólo considera dos eminencias: el cerro (de menos de 700m) y la montaña.
Las cumbres según su forma se clasifican en:
- pico, diente o aguja;
- cresta;
- domo o cúpula;
- mesa o terraza;
- y en labios.

## Agrupaciones
Generalmente las eminencias se presentan en grupos que según su distribución se clasifican en:
- macizo, un conjunto sin orden ni orientación particular.
- cordillera, agrupación de sierras que presentan paralelismo;
- sierra, cadena bastante extensa (más de 5 km);
- serrezuela, una cadena menor que una sierra;
- nudo orográfico, una agrupación en que las aguas fluyen en al menos tres direcciones distintas.

### Collados y puertos
Entre las agrupaciones de eminencias se distinguen ciertas depresiones, es decir formaciones particulares. Las eminencias al estar juntas permiten formaciones entre ellas que sin llegar a su base pueden formar un gran arco de gran amplitud lo que se llama collado. Los puertos son conexiones entre eminencias similares a los collados pero de menor dimensión.